# Desastre do monte Everest em 1996
O desastre do monte Everest em 1996 ocorreu em 10 e 11 de maio de 1996, quando oito alpinistas pegos em uma nevasca morreram no monte Everest enquanto tentavam descer do cume. Ao longo de toda a temporada, 12 pessoas morreram tentando chegar ao cume, tornando-se a temporada mais letal no monte Everest na época e a terceira mais letal após as 22 fatalidades resultantes de avalanchas causadas pelo sismo de abril de 2015 no Nepal e as 16 fatalidades da avalancha de 2014 do monte Everest. O desastre de 1996 recebeu ampla repercursão e levantou questões sobre a comercialização do Everest.
Numerosos alpinistas estiveram em alta altitude no Everest durante a tempestade, incluindo a equipe da Adventure Consultants, liderada por Rob Hall, e a equipe da Mountain Madness, liderada por Scott Fischer. Enquanto os alpinistas morreram nas abordagens da Face Norte e do Colo Sul, os eventos nesta última foram relatados de forma mais ampla. Quatro membros da expedição Adventure Consultants morreram, incluindo Hall, enquanto Fischer foi a única vítima da expedição Mountain Madness. Três oficiais da Polícia de Fronteira Indo-Tibetana também morreram.
Após o desastre, vários sobreviventes escreveram memórias. O jornalista Jon Krakauer, a serviço da revista Outside e da equipe Adventure Consultants, publicou Into Thin Air (1997), que se tornou um best-seller. Anatoli Boukreev, um guia da equipe Mountain Madness, sentiu-se impugnado pelo livro e foi coautor de uma refutação chamada The Climb: Tragic Ambitions on Everest (1997). Beck Weathers, da expedição de Hall, e Lene Gammelgaard, da expedição de Fischer, escreveram sobre suas experiências em seus respectivos livros, Left For Dead: My Journey Home from Everest (2000) e Climbing High: A Woman's Account of Surviving the Everest Tragedy (2000). Em 2014, Lou Kasischke, também da expedição de Hall, publicou seu próprio relato em After the Wind: 1996 Everest Tragedy, One Survivor's Story.
Além dos membros das equipes Adventure Consultants e Mountain Madness, Mike Trueman, que coordenou o resgate do acampamento base, contribuiu com The Storms: Adventure and Tragedy on Everest (2015). Graham Ratcliffe, que escalou o colo sul do Everest em 10 de maio, observou em A Day To Die For (2011) que os relatórios meteorológicos prevendo uma grande tempestade se desenvolvendo após 8 de maio e com pico de intensidade em 11 de maio foram entregues aos líderes da expedição. Hall e Fischer os receberam antes de suas planejadas tentativas de cúpula em 10 de maio. Algumas de suas equipes chegaram ao topo do Everest durante uma aparente pausa nesta tempestade em desenvolvimento, apenas para descer com toda a sua força no final de 10 de maio.

## Alpinistas

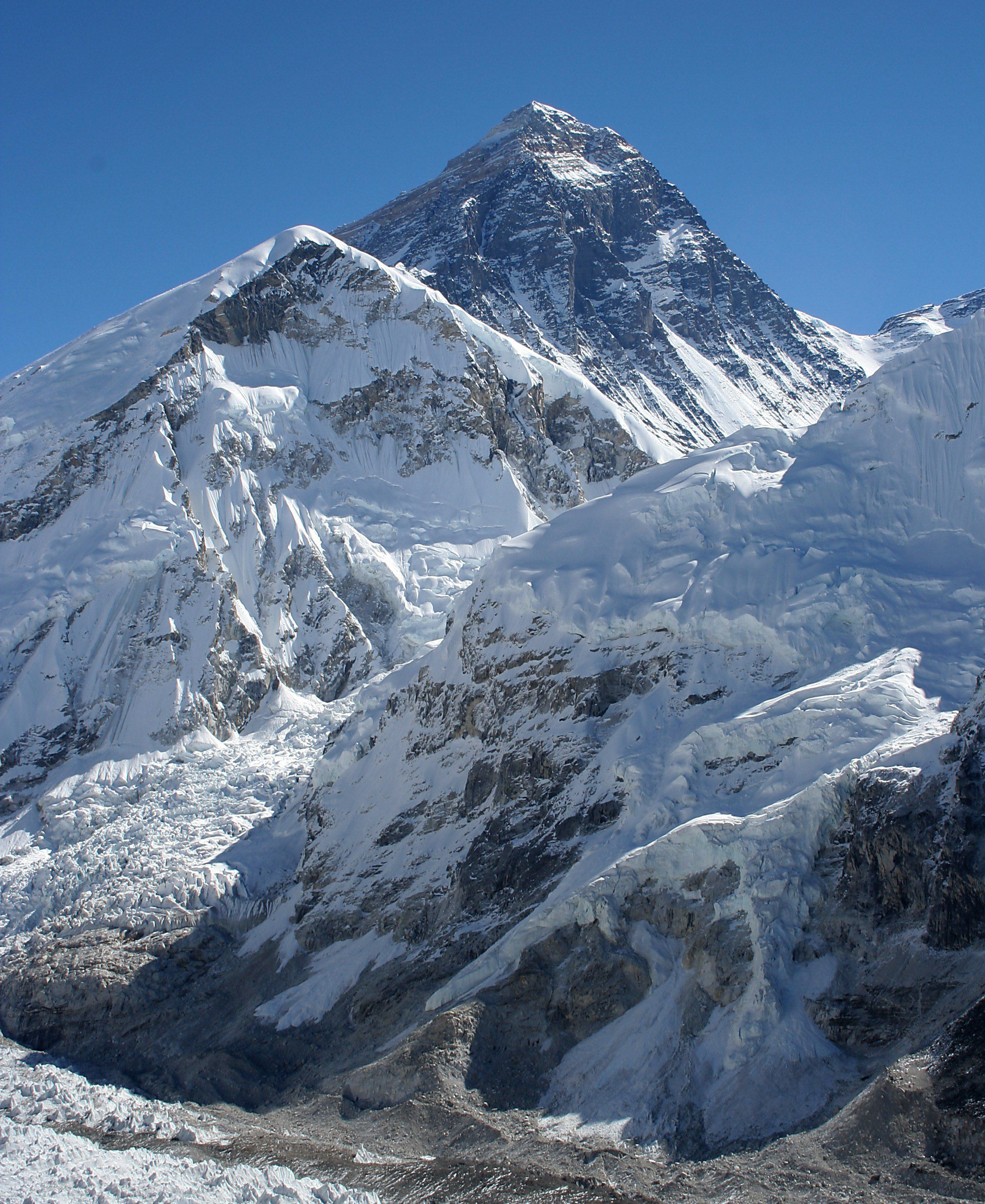
O colo sul é o ponto mais baixo do lado ensolarado do cume à direita

A seguir está uma lista de alpinistas a caminho do cume em 10 de maio de 1996 via Colo Sul e Cume Sudeste, organizada por expedição e função. Todas as idades são em 1996.

### Adventure Consultants

#### Guias
- Rob Hall (35) - líder da expedição; morreu perto do cume sul
- Mike Groom (37)
- Andy Harris (31) - desapareceu perto do Cume Sul enquanto ajudava Hall

#### Clientes
- Frank Fischbeck (53) - tentou o Everest três vezes e alcançou o Cume do Sul em 1994
- Doug Hansen (46) - já havia tentado o Everest com a equipe de Hall em 1995; desapareceu perto do cume sul enquanto descia com Hall
- Stuart Hutchison (34) - cliente mais jovem da equipe de Hall; As experiências anteriores de 8.000 m incluíram a expedição de inverno K2 em 1988, o cume oeste do Broad Peak em 1992 e o lado norte do Everest em 1994
- Lou Kasischke (53) - escalou seis dos Sete Picos
- Jon Krakauer (42) - jornalista a serviço da revista Outside; um alpinista técnico experiente, mas não tinha experiência em escalar picos acima de 8.000 m
- Yasuko Namba (47) - escalou todos os Sete Picos; tornou-se a mulher mais velha a chegar ao topo do Everest na época; morreu no colo sul
- John Taske (56) - o escalador mais velho da equipe; sem 8.000 m de experiência
- Beck Weathers (49) - vinha escalando há 10 anos e também estava fazendo uma licitação para os Sete Picos, mas não tinha 8.000 m de experiência

#### Sherpas
| - Sardar Ang Dorje (26) - Arita - Chuldum - Kami | - Lhakpa Chhiri - Ngawang Norbu - Tenzing - Lopsang |

Os sherpas listados aqui eram os sherpas escaladores contratados pele equipe de Rob Hall. Havia muitos outros sherpas trabalhando em altitudes mais baixas que desempenhavam funções vitais para as expedições Adventure Consultants e Mountain Madness. A maioria dos deveres dos sherpas escaladores exige que eles ascendam pelo menos até o acampamento III ou IV, mas nem todos chegam ao cume. Os líderes da expedição pretendem que apenas alguns de seus sherpas escaladores cheguem ao cume. O lendário Sardar Apa Sherpa foi escalado para acompanhar o grupo Adventure Consultants, mas se retirou devido a compromissos familiares.
Com exceção de Namba, nenhum dos clientes da equipe de Hall jamais havia alcançado o cume de um pico de 8.000 metros, e apenas Fischbeck, Hansen e Hutchison tinham experiência anterior em altas altitudes no Himalaia. Hall também negociou um acordo com a revista Outside para espaço publicitário em troca de uma história sobre a popularidade crescente das expedições comerciais ao Everest. Krakauer foi originalmente programado para escalar com a equipe Mountain Madness de Scott Fischer, mas Hall o conseguiu, pelo menos em parte, concordando em reduzir a taxa da Outside pela vaga de Krakauer na expedição para menos do que o custo. Como resultado, Hall estava pagando do bolso para ter Krakauer em sua equipe.

### Mountain Madness

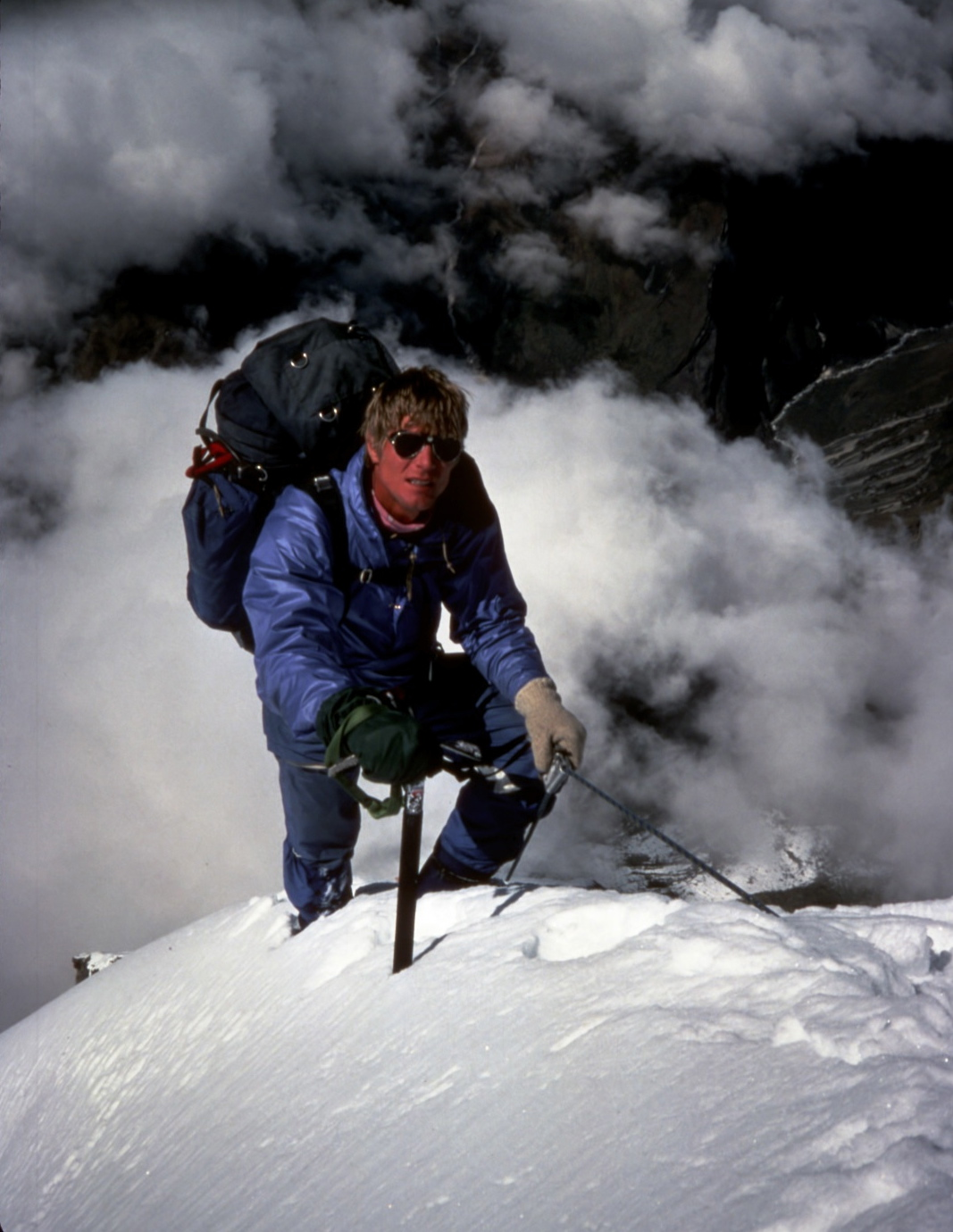
Scott Fischer

A expedição ao Everest da Mountain Madness 1996, liderada por Scott Fischer, consistia em 19 indivíduos, incluindo oito clientes.

#### Guias
- Scott Fischer (40) - guia de escalada líder; morreu próximo ao cume sudeste, 350 m (1.150 pés) abaixo do cume sul
- Neal Beidleman - outdoorsman profissional
- Anatoli Boukreev (38) - alpinista profissional, em 1997 recebeu o prêmio David A. Sowles Memorial Award da American Alpine Club[5]

#### Clientes
- Martin Adams (47) - escalou o Aconcágua, Monte McKinley e Kilimanjaro
- Charlotte Fox (38) - escalou todos os 53 picos de 14.000 pés (4.267 m) no Colorado e dois picos de 8.000 m, Gasherbrum II e Cho Oyu
- Lene Gammelgaard (35) - alpinista talentosa
- Dale Kruse (45) - amigo pessoal de longa data de Fischer e o primeiro a se inscrever para a expedição de 1996
- Tim Madsen (33) - escalou extensivamente no Colorado e nas Montanhas Rochosas canadenses, mas não tinha 8.000 m de experiência
- Sandy Hill Pittman (41) - escalou seis dos Sete Picos
- Pete Schoening (68) - um dos primeiros a escalar o Gasherbrum I e o monte Vinson; conhecido por salvar sozinho a vida de seis membros da equipe durante uma queda em massa na expedição americana no K2 em 1953
- Klev Schoening (38) - sobrinho de Pete e ex-corredor de esqui downhill nacional dos Estados Unidos; sem 8.000 m de experiência

#### Sherpas
| - Sardar Lopsang Jangbu Sherpa (23) - "Grande" pemba - Nawang Dorje - Ngawang Sya Kya | - Ngawang Tendi - Ngawang Topche (morreu poucos meses depois do HAPE que contraiu durante as tarefas de transporte para o acampamento II) - Tashi Tshering - Tendi c |

c. ^ Os sherpas listados aqui eram os sherpas escaladores contratados pela expedição Mountain Madness de Scott Fischer. Ngawang Topche foi hospitalizado em abril; ele havia desenvolvido edema pulmonar de alta altitude (HAPE) enquanto transportava suprimentos para o acampamento-base. Ele não estava na montanha durante a tentativa de cume de 10 de maio. Topche morreu de sua doença em junho de 1996.
Pete Schoening havia decidido, ainda no acampamento-base (5.380 m ou 17.650 pés), não dar o ataque final para o cume. A equipe começou o ataque ao cume em 6 de maio, contornando o acampamento I (5.944 m ou 19.501 pés) e parando no acampamento II (6.500 m ou 21.300 pés) por duas noites. No entanto, Kruse sofreu do mal da altitude e possível edema cerebral de alta altitude (HACE), e parou no acampamento I. Fischer desceu do acampamento II e acompanhou Kruse de volta ao acampamento base para tratamento.
Em 9 de junho de 1996, três dias depois que Sherpa Ngawang Topche morreu no hospital de edema pulmonar de alta altitude, um serviço memorial privado foi realizado para Scott Fischer com a presença de alpinistas e sherpas de Mountain Madness em Kiana Lodge, perto de Seattle, Washington. O sherpa entoou uma prece budista, Beidleman presenteou os dois filhos de Fischer com a faca de expedição gravada de seu falecido amigo e Jeannie Price, a esposa de Fischer, lançou uma nuvem de borboletas.

### Expedição de Taiwan
"Makalu" Gau Ming-Ho liderou uma equipe de cinco membros para o Everest em 10 de maio de 1996.
No dia anterior (9 de maio), o membro da equipe taiwanesa Chen Yu-Nan morreu após uma queda na face do Lhotse.

### Indo-Tibetana Polícia de Fronteiras
Metade da equipe de escalada da expedição da Polícia de Fronteira Indo-Tibetana do Colo Norte da Índia (Subedar Tsewang Samanla, Lance Naik Dorje Morup e o chefe de polícia Tsewang Paljor) morreu na cordilheira Nordeste.

## Linha do tempo

### Atrasos na crimeira
Pouco depois da meia-noite de 10 de maio de 1996, a expedição da Adventure Consultants iniciou uma tentativa de cume do Acampamento IV, no topo do Colo Sul (7.900 m ou 25.900 pés). Eles se juntaram a seis escaladores clientes, três guias e sherpas da empresa Mountain Madness de Scott Fischer, bem como a uma expedição patrocinada pelo governo de Taiwan.
As expedições encontraram atrasos rapidamente. Os sherpas e guias de escalada não haviam colocado as cordas fixas no momento em que a equipe chegou ao Balcão (8.350 m ou 27.400 pés), e isso custou aos escaladores quase uma hora. Há alguma dúvida quanto à causa desse fracasso, que agora não pode ser resolvida porque os líderes da expedição morreram.
Ao chegar ao Escalão Hillary (8.760 m ou 28.740 pés), os alpinistas descobriram novamente que nenhum cabo fixo havia sido colocado e foram forçados a esperar uma hora enquanto os guias instalavam as cordas. Como cerca de 33 alpinistas estavam tentando o cume no mesmo dia, e Hall e Fischer pediram a seus alpinistas que ficassem a 150 m um do outro, havia um gargalo no único cabo fixo no Escalão Hillary. Hutchison, Kasischke e Taske voltaram para o acampamento IV porque temiam ficar sem oxigênio suplementar devido aos atrasos.
Escalando sem oxigênio suplementar, o guia Anatoli Boukreev da equipe Mountain Madness foi o primeiro a chegar ao cume (8.848 m ou 29.029 pés), às 13h07. Muitos dos escaladores ainda não haviam alcançado o cume às 14:00, a última hora segura para se virar e chegar ao Acampamento IV antes do anoitecer.
Boukreev começou sua descida para o Acampamento IV às 14h30, depois de passar quase uma hora e meia no cume ou perto dele ajudando outros a completar a escalada. Naquela época, os clientes de Hall, Krakauer, Harris, Beidleman, Namba e da Mountain Madness, Martin Adams e Klev Schoening, haviam alcançado o cume, e os quatro clientes restantes do Mountain Madness haviam chegado. Após esse tempo, Krakauer notou que o clima não parecia tão benigno. Às 15:00, a neve começou a cair, e a luz estava diminuindo.
Sirdar de Hall, Ang Dorje Sherpa e outros sherpas escaladores esperavam pelos clientes no cume. Perto das 15h, eles começaram a descida. No caminho para baixo, Ang Dorje encontrou o cliente Doug Hansen acima do Escalão Hillary e ordenou que ele descesse. Hansen não respondeu verbalmente, mas balançou a cabeça e apontou para cima, em direção ao cume. Quando Hall chegou ao local, os sherpas se ofereceram para levar Hansen ao cume, mas Hall enviou os sherpas para ajudar os outros clientes, e os instruiu a guardar cilindros de oxigênio na rota. Hall disse que permaneceria para ajudar Hansen, que estava sem oxigênio suplementar.
Scott Fischer não participou do encontro antes das 15h45. Ele estava exausto com a subida e ficando cada vez mais doente, possivelmente sofrendo de HAPE, HACE ou uma combinação de ambos. Outros, incluindo Doug Hansen e Makalu Gau, chegaram ao cume ainda mais tarde.

### Descida em uma nevasca
Boukreev registrou que chegou ao acampamento IV às 17h. As razões para a decisão de Boukreev de descer à frente de seus clientes são contestadas. Boukreev afirmou que queria estar pronto para ajudar os clientes que lutavam na encosta abaixo e para levar chá quente e oxigênio extra, se necessário. Krakauer criticou duramente a decisão de Boukreev de não usar oxigênio engarrafado enquanto empregado como guia. Os apoiadores de Boukreev, que incluem G. Weston DeWalt, co-autor de The Climb (1997), afirmam que o uso de oxigênio engarrafado dá uma falsa sensação de segurança. Krakauer e seus apoiadores apontam que, sem oxigênio engarrafado, Boukreev foi incapaz de ajudar diretamente seus clientes a descer, e que Boukreev disse que estava caindo com o cliente Martin Adams, mas depois desceu mais rápido e deixou Adams para trás.
O agravamento do tempo começou a causar dificuldades para os membros da equipe de descida. A nevasca na face sudoeste do Everest estava reduzindo a visibilidade, enterrando as cordas fixas e obliterando a trilha de volta ao acampamento IV que as equipes haviam percorrido na subida. Fischer, ajudado por Lopsang Jangbu Sherpa, não conseguiu descer abaixo da varanda (8.350 m ou 27.400 pés) durante a tempestade. Os sherpas deixaram Makalu Gau (a 8.230 m ou 27.000 pés pela conta de Gau) com Fischer e Lopsang quando Gau também se tornou incapaz de prosseguir. Eventualmente, Lopsang foi persuadido por Fischer a descer e deixá-lo com Gau.
Hall pediu ajuda pelo rádio, dizendo que Hansen havia ficado inconsciente, mas ainda estava vivo. Às 17h30, o guia da Adventure Consultants Andy Harris, carregando oxigênio suplementar e água, começou a escalar sozinho do cume sul (8.749 m ou 28.704 pés) em direção a Hansen e Hall no topo do Escalão Hillary. O relato de Krakauer observa que, a essa altura, o tempo havia se deteriorado em uma nevasca em grande escala: "Pelotas de neve carregadas por ventos de 110 km/h picaram meu rosto." Boukreev dá 18:00 como "o início de uma nevasca".
Vários alpinistas se perderam no colo sul durante a tempestade. O guia Beidleman da Mountain Madness e os clientes Klev Schoening, Fox, Madsen, Pittman e Gammelgaard, junto com o guia da Adventure Consultant Mike Groom e os clientes Beck Weathers e Yasuko Namba vagaram na nevasca até que não pudessem mais andar, amontoando-se a cerca de 20 m (66 pés) de uma queda da Face Kangshung.
Perto da meia-noite, a nevasca clareou o suficiente para a equipe ver o Acampamento IV, a cerca de 200 m (660 pés) de distância. Beidleman, Groom, Schoening e Gammelgaard saíram em busca de ajuda. Madsen e Fox permaneceram na montanha com o grupo para gritar pelos salvadores. Boukreev localizou os alpinistas e trouxe Pittman, Fox e Madsen para um local seguro. Boukreev priorizou Pittman, Fox e Madsen (todos eles de sua expedição Mountain Madness) em vez de Namba (da expedição Adventure Consultants), que parecia à beira da morte; ele não viu Weathers (também da expedição Adventure Consultants). Todos os escaladores do Acampamento IV estavam exaustos e incapazes de alcançar Namba e Weathers.

### 11 de maio
Na madrugada de 11 de maio, às 04h43, Hall comunicou pelo rádio o acampamento base e disse que estava no cume sul (8.749 m), indicando que havia sobrevivido à noite. Ele relatou que Harris havia alcançado os dois homens, mas Hansen, que estava com ele desde a tarde anterior, agora havia "ido" e Harris estava desaparecido. Hall não respirava oxigênio engarrafado porque seu regulador estava muito obstruído com gelo.
Às 09:00, Hall consertou sua máscara de oxigênio, mas indicou que suas mãos e pés congelados estavam dificultando a passagem pelas cordas fixas. Mais tarde, ele ligou para o acampamento-base pelo rádio, pedindo que ligassem para sua esposa grávida, Jan Arnold, no telefone via satélite. Durante esta última comunicação, eles escolheram um nome para a filha que ainda não nasceu, ele assegurou-lhe que estava razoavelmente confortável e disse-lhe: "Durma bem, minha querida. Por favor, não se preocupe muito." Pouco tempo depois, ele congelou até a morte durante o sono. Seu corpo foi encontrado em 23 de maio por Ed Viesturs e outros montanhistas da expedição IMAX, mas foi deixado lá por solicitação de sua esposa, que disse pensar que ele estava "onde ele gostaria de ter ficado". Eles, no entanto, trouxeram de volta sua aliança de casamento. Os corpos de Doug Hansen e Andy Harris nunca foram encontrados. Viesturs afirmou no filme IMAX que ao encontrar o corpo de Hall, ele se sentou e chorou ao lado de seu amigo.
Enquanto isso, Stuart Hutchison, um cliente da equipe de Hall que havia mudado antes da cúpula em 10 de maio, lançou uma segunda busca por Weathers e Namba. Ele encontrou os dois vivos, mas pouco responsivos e gravemente congelados, e sem condições de se mover. Depois de consultar Lopsang, ele tomou a decisão de que eles não poderiam ser salvos pelos sobreviventes hipóxicos no acampamento IV, nem evacuados a tempo; os outros sobreviventes logo concordaram que deixar Weathers e Namba para trás era a única opção.
Mais tarde, no entanto, Weathers recuperou a consciência e caminhou sozinho sob seu próprio poder até o acampamento, surpreendendo a todos ali, embora ainda estivesse sofrendo de hipotermia severa e ulceração pelo frio. Apesar de receber oxigênio e tentativas de reaquecê-lo, Weathers foi praticamente abandonado novamente na manhã seguinte, 12 de maio, depois que uma tempestade derrubou sua barraca durante a noite e os outros sobreviventes mais uma vez pensaram que ele havia morrido. Krakauer descobriu que ainda estava consciente quando os sobreviventes no acampamento IV se prepararam para evacuar. Apesar de sua condição piorar, Weathers descobriu que ainda podia se mover principalmente por conta própria. Uma equipe de resgate se mobilizou, na esperança de fazer com que Weathers descesse a montanha com vida. Nos dois dias seguintes, Weathers foi conduzido ao acampamento II com a ajuda de oito alpinistas saudáveis de várias expedições, e foi evacuado por um ousado resgate de helicóptero de alta altitude. Ele sobreviveu e finalmente se recuperou, mas perdeu o nariz, a mão direita, metade do antebraço direito e todos os dedos da mão esquerda devido ao congelamento.
Os sherpas escaladores localizaram Fischer e Gau em 11 de maio, mas a condição de Fischer havia piorado tanto que eles só puderam dar cuidados paliativos antes de resgatar Gau. Boukreev fez uma tentativa de resgate subsequente, mas encontrou o corpo congelado de Fischer por volta das 19:00. Como Weathers, Gau foi evacuado de helicóptero.

## Análise
O desastre foi causado por uma combinação de eventos, Incluindo:
1. A chegada repentina de uma forte tempestade que pegou os montanhistas de surpresa. Embora vários livros mencionassem isso, Graham Ratcliffe refutou isso ao descobrir que ambas as equipes tinham acesso à previsão do tempo indicando ventos aumentando a partir de 8 de maio e uma tempestade para 11 de maio.[13]
2. Gargalos no Balcony e Escalão Hillary Step, o que causou um atraso de uma hora e meia no cume. Esses atrasos foram causados por atrasos na entrega de cordas fixas e pelo grande número de pessoas que chegaram aos gargalos ao mesmo tempo (34 alpinistas em 10 de maio).
3. As decisões dos líderes de equipe de exceder o tempo de resposta normal de 14:00, com muitos atingindo o topo após as 14:30.
4. A súbita doença de dois alpinistas no cume ou perto dele depois das 15h.
5. Vários escaladores ficaram sem oxigênio, com guias tendo que carregar garrafas para escaladores encalhados conforme a tempestade se aproximava.

Jon Krakauer sugeriu que o uso de oxigênio engarrafado e guias comerciais, que pessoalmente acompanhavam e cuidavam de toda a preparação de caminhos, equipamentos e decisões importantes, permitia que alpinistas não qualificados tentassem chegar ao cume, levando a situações perigosas e mais mortes. Além disso, ele escreveu que a competição entre Hall e as empresas orientadoras de Fischer pode ter levado à decisão de Hall de não voltar atrás em 10 de maio após o prazo final da súbida de 14:00; Krakauer também reconhece que sua própria presença como jornalista de uma importante revista de montanhismo pode ter adicionado pressão para guiar os clientes até o cume, apesar dos perigos crescentes. Ele propôs banir o oxigênio engarrafado, exceto em casos de emergência, argumentando que isso diminuiria o aumento de lixo no Everest - muitas garrafas descartadas se acumularam em suas encostas - e manteria escaladores marginalmente qualificados longe da montanha. Ele ressalta, no entanto, que escalar o Everest sempre foi uma tarefa muito perigosa, mesmo antes das visitas guiadas, com uma fatalidade para cada quatro alpinistas que chegam ao cume. Além disso, ele observa que muitas das más decisões tomadas em 10 de maio vieram após dois ou mais dias de oxigênio, nutrição e descanso inadequados (devido aos efeitos de entrar na zona da morte acima de 8.000 m ou 26.000 pés). Krakauer também elaborou sobre as curiosidades estatísticas das taxas de mortalidade no Everest e como a temporada de 1996 foi "business as usual". O número recorde de 12 fatalidades na temporada de escalada da primavera de 1996 foi de 3% dos 398 escaladores que subiram acima do acampamento-base - um pouco abaixo da média histórica de 3,3% na época. Além disso, um total de 84 escaladores alcançaram o cume naquela temporada, dando uma razão de fatalidade para o cume de 1 em 7 - significativamente menor do que a média histórica de 1 em 4 antes de 1996. Contabilizando o aumento do volume de escaladores em 1996 em comparação com os anos anteriores, as taxas de mortalidade no Everest caíram consideravelmente, o que significa que 1996 foi estatisticamente um ano mais seguro do que a média.
Em maio de 2004, Kent Moore, um físico, e John L. Semple, um cirurgião, ambos pesquisadores da Universidade de Toronto, disseram à revista New Scientist que uma análise das condições meteorológicas em 11 de maio sugeria que os níveis de oxigênio atmosférico caíram em um adicional 6% como resultado da tempestade, resultando em uma redução adicional de 14% na captação de oxigênio.

### Oxigênio suplementar
Após o desastre, o uso e não uso de oxigênio suplementar foi foco de muita discussão e análise, com um guia e um sardar ambos criticados por Krakauer por não usarem oxigênio suplementar no desempenho das funções de guia. Os dois homens deram explicações detalhadas por escrito sobre por que preferiam não usar oxigênio; ambos carregaram uma garrafa no dia do cume que poderia ser usada se necessário em uma emergência ou situação extraordinária. Em seu livro The Climb, Boukreev compartilhou esta explicação com Mark Bryant, editor da revista Outside:
| “ | Além disso, o Sr. Krakauer levantou uma questão sobre minha escalada sem oxigênio e sugeriu que talvez minha eficácia tenha sido comprometida por essa decisão. Na história da minha carreira, como expliquei acima, tem sido minha prática escalar sem oxigênio suplementar. Em minha experiência, é mais seguro para mim, uma vez aclimatado, escalar sem oxigênio para evitar a perda repentina de aclimatação que ocorre quando o suprimento de oxigênio suplementar se esgota. Minha fisiologia particular, meus anos de escalada em alta altitude, minha disciplina, o compromisso que assumi com a aclimatação adequada e o conhecimento que tenho de minhas próprias capacidades sempre me deixaram confortável com essa escolha. E Scott Fischer também se sentiu confortável com essa escolha. Ele me autorizou a escalar sem oxigênio suplementar. A isso eu acrescentaria: Como medida de precaução, no caso de alguma demanda extraordinária ser colocada sobre mim no dia do pico, eu carregava uma (1) garrafa de oxigênio suplementar, uma máscara e um regulador. | ” |

### Rádios
Houve vários problemas com rádios e seu uso no dia da escalada. O sardar de Scott Fischer não tinha um rádio da empresa, mas tinha um "pequeno rádio amarelo" que pertencia a Sandy Pittman. A equipe de Rob Hall também teve um problema com um rádio durante uma discussão sobre garrafas de oxigênio que causou confusão.

## Lista de fatalidades
| Nome                                    | Nacionalidade  | Expedição                  | Local da morte               | Causa da morte                                                      |
| --------------------------------------- | -------------- | -------------------------- | ---------------------------- | ------------------------------------------------------------------- |
| Andy Harris (Guia)                      | Nova Zelândia  | Adventure Consultants      | próximo ao cume sul, 8,749 m | Desconhecido; presumido como caindo durante a descida perto do cume |
| Doug Hansen (Cliente)                   | Estados Unidos | Adventure Consultants      | próximo ao cume sul, 8,749 m | Desconhecido; presumido como caindo durante a descida perto do cume |
| Rob Hall (Guia/Líder da expedição)      | Nova Zelândia  | Adventure Consultants      | próximo ao cume sul, 8,749 m | Exposição                                                           |
| Yasuko Namba (Cliente)                  | Japão          | Adventure Consultants      | Colo Sul, c. 7,900 m         | Exposição                                                           |
| Scott Fischer (Guia/Líder da expedição) | Estados Unidos | Mountain Madness           | Cume Sudeste, 8,300 m        | Exposição                                                           |
| Subedar Tsewang Smanla                  | Índia          | Indo-Tibetan Border Police | Cume Nordeste, 8,600 m       | Exposição                                                           |
| Lance Naik Dorje Morup                  | Índia          | Indo-Tibetan Border Police | Cume Nordeste, 8,600 m       | Exposição                                                           |
| Head Constable Tsewang Paljor           | Índia          | Indo-Tibetan Border Police | Cume Nordeste, 8,600 m       | Exposição                                                           |

### Outras fatalidades em 1996
A seguir está uma lista de outras fatalidades durante a temporada de escaladas da primavera de 1996 no Everest. Essas mortes não foram diretamente relacionadas à tempestade ou aos eventos do desastre do Everest de 10 a 11 de maio de 1996.
- 9 de maio - Chen Yu-Nan (陳玉 男) - da Expedição Nacional de Taiwan, morreu após uma queda na face do Lhotse
- 19 de maio - Reinhard Wlasich - alpinista austríaco, morreu de uma combinação de HAPE e HACE a 8.300 m (27.200 pés) no Cume Nordeste Ridge
- 25 de maio - Bruce Herrod - fotojornalista de uma equipe sul-africana, estava no colo sul durante a tempestade de 10-11 de maio e atingiu o cume duas semanas depois, mas morreu descendo a crista sudeste [3]
- 6 de junho - Ngawang Topche Sherpa - Nepali Sherpa para Mountain Madness, desenvolveu um caso grave de HAPE em 22 de abril enquanto trabalhava acima do acampamento-base; morreu em junho em um hospital de Katmandu

As seguintes fatalidades ocorreram no Everest durante a temporada de escaladas no outono de 1996.
- 25 de setembro - Yves Bouchon - alpinista francês morreu em uma avalancha a 7.800 m (25.600 pés) na rota sudeste abaixo do Acampamento IV, junto com os dois sherpas listados abaixo
- 25 de setembro - Lopsang Jangbu Sherpa - Sherpa do Nepal, o mesmo que escalou como Sardar na expedição Mountain Madness envolvida no desastre do Everest em maio de 1996; morreu em avalancha
- 25 de setembro - Dawa Sherpa - Sherpa do Nepal; morreu em avalancha

No epílogo de High Exposure, David Breashears descreve o encontro com alguns dos corpos ao escalar o Everest novamente, em maio de 1997.

## Na mídia
- Into Thin Air: Death on Everest (lançado em 9 de novembro de 1997) é um filme feito para a TV baseado no livro de Jon Krakauer, Into Thin Air: A Personal Account of the Mt. Everest Disaster (1997). O filme, dirigido por Robert Markowitz e escrito por Robert J. Avrech, conta a história do desastre do monte Everest em 1996.[20]
- A Escalada é o relato de Anatoli Boukreev sobre os eventos que ocorreram na montanha. Também é em parte uma resposta ao livro de Krakauer.
- O filme Everest (1998) da IMAX também documenta o desastre e o envolvimento da equipe do filme e da equipe de escalada no esforço de resgate.[21]
- The Dark Side of Everest (2003), National Geographic Channel, discute as motivações dos escaladores, a ética e os desafios envolvidos quando os escaladores encontram problemas em grandes altitudes e desastres específicos, por exemplo, o desastre do monte Everest de 10-11 de maio de 1996 e a morte de Bruce Herrod em 25 de maio de 1996.
- Remnants of Everest: The 1996 Tragedy (2007; lançado nos Estados Unidos como Storm over Everest e transmitido na série de TV americana PBS Frontline), é um documentário do diretor David Breashears), com música composta por Jocelyn Pook.
- Seconds from Disaster - Into the Death Zone, documentário de TV de 2012.
- Os eventos inspiraram o longa-metragem Everest (2015).
- A ópera Everest de Joby Talbot, foi baseada nos eventos do desastre e estreada pela Dallas Opera em 2015.
- Livro de Beck Weathers, Left for Dead: My Journey Home from Everest (2000).